# Call Me (アルバム)
『Call Me』（コール・ミー）は、柿原徹也の3枚目のミニアルバム。2013年3月13日にKiramuneから発売された。

## 概要
前作『CONTINUOUS』から約1年1か月ぶりとなるミニアルバム。豪華盤と通常盤の2種リリースされ、前者には「Call My Name」のPVおよび2012年9月2日に横浜BLITZにて開催された『digest of ‘ジョイントライブ Versus’ -Kakihara edition-』の模様が収録されている。
PVは、バスで思い出の場所に行くという内容になっている。豪華盤のディスクジャケットは日常をテーマとしているため、上半身裸の状態でスタジオの廊下で撮影されたが、暖房がない過酷な状況だったことを明かしている。タイトルの由来は、リード曲「Call My Name」が気に入っており、そこから派生して「僕を呼んで」を意味する「Call Me」に決めたという。

## 収録曲
（全編曲：宮崎誠）
1. Call My Name [5:01][1]
作詞・作曲：宮崎誠
R&B調のミドルテンポの曲で、2012年に友人と再会した後の寂しさが歌詞に込められている[6]。
2. Hands up [4:19][1]
作詞・作曲：宮崎誠
J-POPのノリ[4]で明るくなれる曲[6]。
3. Eternal screaming [4:10][1]
作詞・作曲：宮崎誠
元気が出るシャウト系の曲[5]。
4. 運命の引力 [5:11][1]
作詞：Satomi、作曲：KOHEI
1stシングル「String of pain」のカップリング
5. ocean flying [4:19][1]
作詞・作曲：宮崎誠
クール系でカッコイイ[6]前向きなロック調の曲[5]。
6. Cheers!! [3:59][1]
作詞：leonn、作曲：宮崎誠
「Call My Name」、「運命の引力」、「ocean flying」の次に収録が決まった曲で、ライブでタオルを振り回すことを意識して書かれた[6]。

DVD（初回限定盤のみ）
1. Call My Name（Music Clip）
2. digest of ‘ジョイントライブ Versus’ -Kakihara edition- 2012.9.2 YOKOHAMA BLITZ
3. TRAILER